# 谷上俊夫
谷上 俊夫（たにがみ としお、1959年2月12日 - 2008年5月25日）は、日本の漫画家。石川県出身。

## 経歴
1980年、『スーパーファイター』でデビュー。その後は主に少年漫画で活動するが、1990年代頃からは児童漫画を中心に活動。代表作に『THE ファイター』『私立味狩り学園』『砂漠の海賊!キャプテンクッパ』など。『砂漠の海賊!キャプテンクッパ』は2001年にアニメ化された。
2008年5月25日、死去。49歳没。

## 作品

### 1980年代
- THE ファイター（作：青木英大、週刊少年ジャンプ、集英社、全2巻）
- BIG★JIM（少年ジャンプ増刊、集英社）
- 私立味狩り学園（作：あかねこか、週刊少年チャンピオン、秋田書店、全11巻）
- CYBORGアスカ（月刊スーパーアクション、双葉社）
- ENTOTSUYA JACK（作：M.A.T.、ヤングチャンピオン、秋田書店、全3巻）
- BABY（作：あかねこか、週刊少年チャンピオン、秋田書店） ※単行本『超竜球聖伝ドラゴンリーグ』に収録
- ダイ・アウト（作：M.A.T.、週刊少年チャンピオン、秋田書店） ※単行本『超竜球聖伝ドラゴンリーグ』に収録
- G・ボーイ（作：M.A.T.、週刊少年チャンピオン、秋田書店、全3巻）

### 1990年代
- BA-KU（作：あかねこか、週刊少年チャンピオン、秋田書店、全3巻）
- 超竜球聖伝ドラゴンリーグ（作：藍田豊、Vジャンプ、集英社、全1巻）
- パラダイスリング（作：福本義裕、週刊少年チャンピオン、秋田書店）
- バスケットボール（編：桑田健秀、集英社、全2巻）※学習漫画
- プラモ改造武闘伝 ガン☆キッド（月刊コロコロコミック、小学館）
- マッハGoGoGo!（月刊コロコロコミック、小学館、全2巻）
- 劇場版ポケットモンスター 幻のポケモン ルギア爆誕（月刊コロコロコミック、小学館）
- ゼルダの伝説 時のオカリナ（ハイパーコロコロ、小学館）
- 魔獣結合体バイオパズラーBABAバン（別冊コロコロコミック Special No.62 1995年2月号）
- バイオパズラー魔獣王子ピム（別冊コロコロコミック Special No.63 1995年4月号）

### 2000年代
- 砂漠の海賊!キャプテンクッパ（別冊コロコロコミック、小学館、全2巻）
- 劇場版ポケットモンスター 結晶塔の帝王 ENTEI（月刊コロコロコミック、小学館）
- 劇場版ポケットモンスター セレビィ 時を超えた遭遇（月刊コロコロコミック、小学館）
- 劇場版ポケットモンスター 水の都の護神 ラティアスとラティオス（月刊コロコロコミック、小学館）
- 少年拳士サスケ（少林寺拳法連盟、全2巻）